# جورجيانا
جورجيانا (بالإنجليزية: Georgiana)‏ هي مدينة أمريكية تقع في ولاية ألاباما.تبلغ مساحة هذه المدينة 16.2 (كم²)،ويبلغ عدد سكانها 1737 نسمة حسب إحصاء سنة 2010 م.تشير الإحصاءات بأن الكثافة السكانية في هذه المدينة تقدر بـ(107.2) نسمة/كم2.

## التركيبة السكانية
حدّد مكتب تعداد الولايات المتحدة بيانات التركيبة السكانية لجورجيانا في تعداد الولايات المتحدة. في ما يلي، التركيبة السكانية حسب تعدادي 2000 و2010.

### تعداد عام 2000
بلغ عدد سكان جورجيانا 1,737 نسمة بحسب تعداد عام 2000، وبلغ عدد الأسر 697 أسرة وعدد العائلات 462 عائلة مقيمة في البلدة. في حين سجلت الكثافة السكانية 107.6 نسمة لكل كيلومتر مربع (278.7/ميل2). وبلغ عدد الوحدات السكنية 829 وحدة بمتوسط كثافة قدره 51.3 لكل كيلومتر مربع (132.9/ميل2).
وتوزع التركيب العرقي للبلدة بنسبة 37.36% من البيض و61.77% من الأمريكيين الأفارقة و0.23% من الأمريكيين الأصليين و0.63% من عرقين مختلطين أو أكثر و0.35% من الهسبانيون أو اللاتينيون من أي عرق.
بلغ عدد الأسر 697 أسرة كانت نسبة 35.9% منها لديها أطفال تحت سن الثامنة عشر تعيش معهم، وبلغت نسبة الأزواج القاطنين مع بعضهم البعض 37.6% من أصل المجموع الكلي للأسر، ونسبة 25.1% من الأسر كان لديها معيلات من الإناث دون وجود شريك، بينما كانت نسبة 3.6% من الأسر لديها معيلون من الذكور دون وجود شريكة وكانت نسبة 33.7% من غير العائلات. تألفت نسبة 31.7% من أصل جميع الأسر من عدة أفراد يعيشون في نفس المنزل ونسبة 15.6% كانت تتألف من شخص يعيش بمفرده يبلغ من العمر 65 عاماً أو أكثر. وبلغ متوسط حجم الأسرة المعيشية 2.38، أما متوسط حجم العائلات فبلغ 2.97.
بلغ العمر الوسطي للسكان 40.1 عاماً. وكانت نسبة 26.7% من القاطنين تحت سن الثامنة عشر، وكانت نسبة 6.9% بين الثامنة عشر والرابعة والعشرين عاماً، ونسبة 22% كانت واقعةً في الفئة العمرية ما بين الخامسة والعشرين والرابعة والأربعين عاماً، ونسبة 22.3% كانت ما بين الخامسة والأربعين والرابعة والستين، ونسبة 17.4% كانت ضمن فئة الخامسة والستين عاماً فما فوق. يوجد لكل 100 أنثى 80.4 ذكر، ويوجد لكل 100 أنثى في الثامنة عشر من عمرها فما فوق 74.0 ذكر.
بلغ متوسط دخل الأسرة في البلدة 17,014 دولارًا، أما متوسط دخل العائلة فبلغ 21,950 دولارًا. وكان متوسط دخل الذكور 23,056 دولارًا مقابل 17,813 دولارًا للإناث. وسجل دخل الفرد الخاص بالبلدة 10,166 دولارًا. وكانت نسبة 33.7% من العائلات ونسبة 38.2% من السكان تحت خط الفقر، وكان من هؤلاء نسبة 56.5% تحت سن الثامنة عشر ونسبة 25.9% في الخامسة والستين من العمر وما فوق.

### تعداد عام 2010
بلغ عدد سكان جورجيانا 1,738 نسمة بحسب تعداد عام 2010، وبلغ عدد الأسر 649 أسرة وعدد العائلات 416 عائلة مقيمة في البلدة. في حين سجلت الكثافة السكانية 107.6 نسمة لكل كيلومتر مربع (278.7/ميل2). وبلغ عدد الوحدات السكنية 777 وحدة بمتوسط كثافة قدره 48.1 لكل كيلومتر مربع (124.6/ميل2).
وتوزع التركيب العرقي للبلدة بنسبة 33.14% من البيض و65.36% من الأمريكيين الأفارقة و0.29% من الأمريكيين الأصليين و0.12% من الأمريكيين ذوي الأصول الآسيوية و0.12% من سكان جزر المحيط الهادئ و0.17% من الأعراق الأخرى و0.81% من عرقين مختلطين أو أكثر و0.29% من الهسبانيون أو اللاتينيون من أي عرق.
بلغ عدد الأسر 649 أسرة كانت نسبة 32.4% منها لديها أطفال تحت سن الثامنة عشر تعيش معهم، وبلغت نسبة الأزواج القاطنين مع بعضهم البعض 34.1% من أصل المجموع الكلي للأسر، ونسبة 25% من الأسر كان لديها معيلات من الإناث دون وجود شريك، بينما كانت نسبة 5.1% من الأسر لديها معيلون من الذكور دون وجود شريكة وكانت نسبة 35.9% من غير العائلات. تألفت نسبة 32.7% من أصل جميع الأسر من عدة أفراد يعيشون في نفس المنزل ونسبة 16.2% كانت تتألف من شخص يعيش بمفرده يبلغ من العمر 65 عاماً أو أكثر. وبلغ متوسط حجم الأسرة المعيشية 2.42، أما متوسط حجم العائلات فبلغ 3.06.
بلغ العمر الوسطي للسكان 43.3 عاماً. وكانت نسبة 21.3% من القاطنين تحت سن الثامنة عشر، وكانت نسبة 8.2% بين الثامنة عشر والرابعة والعشرين عاماً، ونسبة 22.1% كانت واقعةً في الفئة العمرية ما بين الخامسة والعشرين والرابعة والأربعين عاماً، ونسبة 24.2% كانت ما بين الخامسة والأربعين والرابعة والستين، ونسبة 24.1% كانت ضمن فئة الخامسة والستين عاماً فما فوق. وتوزع التركيب الجنسي للسكان بنسبة 45.1% ذكور و54.9% إناث.

## أعلام
- توم مورو